# Sublim

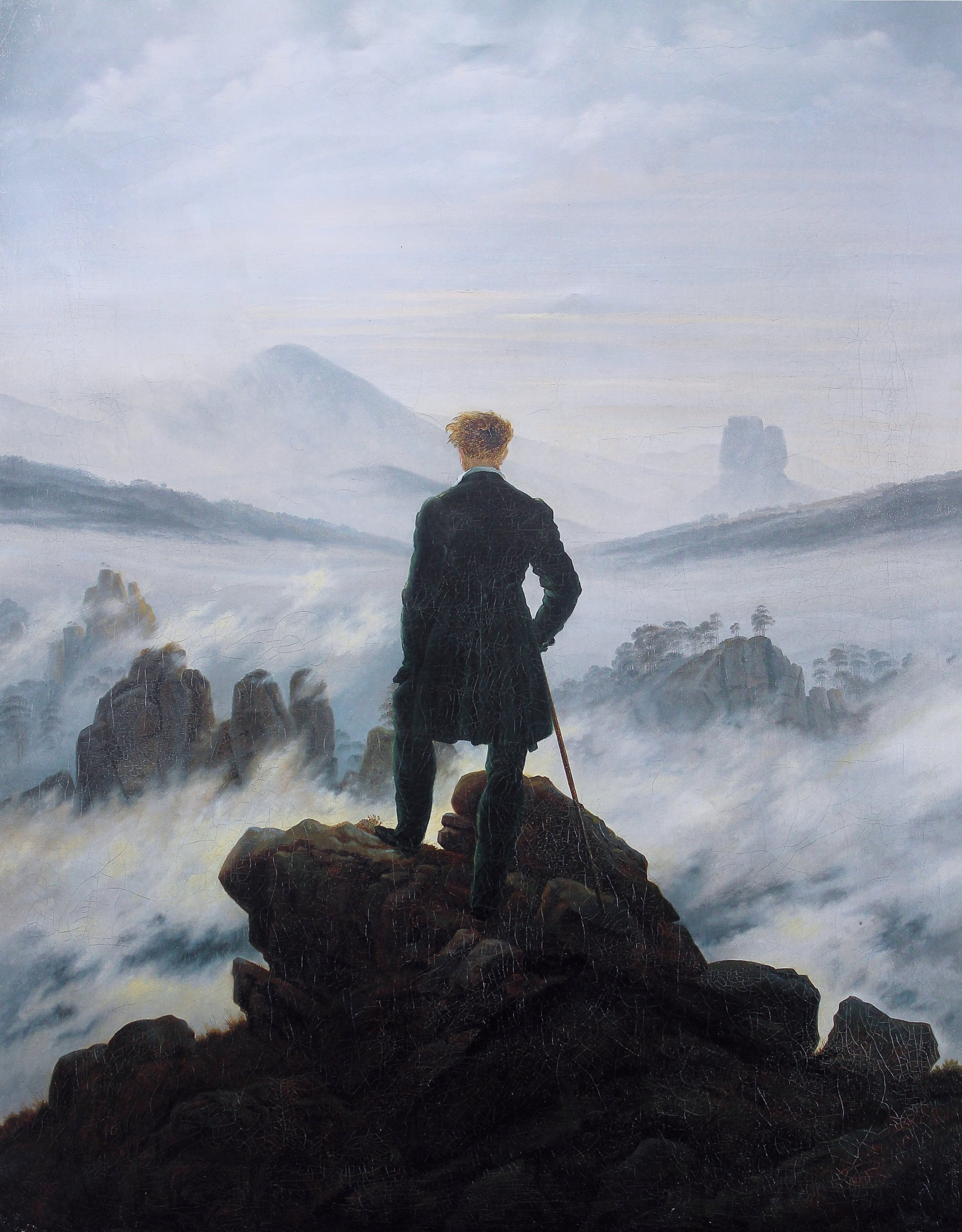
El caminant sobre el mar de núvols, de Caspar David Friedrich, representació prototípica del sublim.

El sublim és una categoria estètica, derivada principalment de l'obra Περὶ ὕψους ('Sobre el sublim') de l'escriptor grec conegut com a Pseudo-Longí, i que consisteix fonamentalment en una bellesa extrema, capaç d'arravatar l'espectador en un èxtasi més enllà de la seva racionalitat, o fins de provocar dolor per ser impossible d'assimilar. El concepte del sublim fou redescobert durant el Renaixement, i gaudí de gran popularitat durant el barroc, el segle xviii alemany i anglès, i sobretot durant el primer romanticisme gràcies a la reformulació per part de Kant.

## L'origen: Plató i Longí
Sense utilitzar el concepte sublim, Plató n'establirà els fonaments. Segons la dialèctica metafísica de Plató, hi ha dos pols, l'aquí i l'allà. El primer està simbolitzat amb el dubte, l'engany i la cerca sense fruits. El segon es caracteritza per l'ideal, la salvació, el món de la veritat, la no-idiotesa. El present és inassimilable, imperceptible i insuportable. El concepte de sublim voldrà omplir aquest espai.
Pseudo-Longí o Longí és el nom que es dona a l'autor del tractat Περὶ ὕψους (Sobre el sublim), centrat en el concepte estètic de sublim, en especial en la literatura. Era un professor de retòrica o crític literari que visqué probablement entre el segle III aC i el segle i. Tan sols es coneix la seva obra Sobre el sublim, traduïda el 1461. En un text del segle ii, es parla de sublimació com a concepte alquímic. Es tracta de la transformació de cossos sòlids en gas, el pas de l'aigua a gas.
A part d'alquímic, fou teòric del discurs. La seva originalitat recau a no considerar la persuasió com la finalitat última del discurs. Fa entrar la violència en el discurs, i arriba a dir que el sublim porta a l'èxtasi més que a la persuasió o a la gràcia. La simplicitat, i l'exclusió de la possibilitat de resistència, segons ell, és el que és incommensurable, el que és perfecte, el que omple. Per exemple, considera que el més sublim és Homer.

## La recuperació: romanticisme
Nicolas Boileau-Despreaux (1636 -1711) va ser un crític literari i poeta francès. Defensà la poètica clàssica davant el que s'anomenava nova estètica moderna, que ell considerava d'ignorants. Per a ell, l'art s'ha de basar en la norma, la bellesa formal i els models grecollatins que uneixen diferents pobles amb referents comuns. Se'l va anomenar "el legislador del Parnàs" pels seus escrits atacant els autors coetanis que s'apartaven de la preceptiva clàssica. Entre la producció pròpia destaca el Tactat sobre el sublim. Dirà que el sublim és l'estat extrem en què es pot trobar una persona, és una sensació d'histèria i intensitat patètica. Tot i ser del classicisme francès, introdueix el sublim no com a figura retòrica, sinó expressiva, com la manifestació de sentiments insostenibles.
A finals del xviii, comença a haver-hi un canvi de sensibilitat respecte a la concepció del sublim, molt lligada a l'aparició del romanticisme. El sublim neix de la presa de consciència d'una identitat entre la saviesa de l'instant i la de l'eternitat. Les teories del sublim apareixen en períodes de crisi, quan els valors tremolen. Es recupera el muntanyisme i s'intenta harmonitzar la natura amb l'ésser humà. Enfront de l'intent de racionalització, apareixerà la novel·la gòtica amb exemples com Frankenstein, Dràcula o Werther.

## La teorització: Kant
El Sublim va ser objecte d'estudi per part d'Edmund Burke i d'Immanuel Kant. Burke, inspirat en la novel·la gòtica, parlarà de la categoria anticlàssica. Burke sostenia que el que omple l'individu no és allò incommensurable de Longí, sinó allò desmesurat, caòtic i informe. Per això, sostingué que allò sublim no és cap efecte, sinó la causa del goig més alt que l'individu pot experimentar. En aquest sentit, Burke distingirà els principis i les causes que semblen motivar el sublim. D'aquesta manera, posà els fonaments que més endavant serviran a Immanuel Kant.
Immanuel Kant (22 d'abril de 1724 - 12 de febrer de 1804) fou un destacat filòsof que el 1764 va escriure Beobachtungen über das Gefühl des Schönen und Erhabenen (Observacions sobre el sentiment del bell i el sublim), que introduí la subjectivitat en el tractament i teorització del concepte de sublim. Per a Kant, la bellesa és el goig positiu que dona un objecte i allò sublim és el goig negatiu que dona quelcom que no es pot reduir a un objecte, però en tots els casos es refereix a les facultats subjectives. Cadascú experimenta el sublim establint una relació amb quelcom, de manera diferent. Hi intervé la sensibilitat. Però requereix gravetat i serenitat, i serietat. No es pot comprendre, genera por.
Algunes de les definicions que Kant fa del sublim són "allò en comparació amb el que qualsevol altra cosa és petita", "allò absolutament gran, fora de tota mesura" o "es percep no per la grandària, sinó per la imaginació". També diu que "és la barreja entre el sentiment de dolor per la inadequació i el plaer que resulta de la concordança d'aquest judici d'inadequació de la imaginació amb les idees de la raó, de manera que comparada amb les idees de la raó s'aprecia com a petit tot el que la natura guarda com a objecte sensible" o bé que "sent l'esperit, no sols atret per l'objecte, sinó successivament també i sempre rebutjat per aquest, la satisfacció en allò sublim es mereix anomenar-se no tant plaer positiu com admiració o respecte, és a dir, plaer negatiu".

## L'aprofundiment
Des dels raonaments de Kant, són molts els filòsofs que han tractat l'estètica i han proposat diverses definicions del concepte sublim. Friedrich von Schiller (Marbach am Neckar, 10 de novembre de 1759 - Weimar, 9 de maig de 1805) escrigué que "podem pensar on els sentits ja no arriben i el que l'enteniment no pot concebre". Arthur Schopenhauer (Danzig, actual Gdańsk, 22 de febrer de 1788 — Frankfurt del Main, 21 de setembre de 1860) apuntava que "el caràcter fals de les representacions només es descobreix a la llum de les representacions artístiques, i d'una manera més radical en la música".
Georg Wilhelm Friedrich Hegel (Stuttgart, Württemberg, 27 d'agost de 1770 - Berlín, Prússia, 14 de novembre de 1831) va fer coincidir els dos mons de Plató. Considerava el món suprasensible com la còpia exacta d'allò sensible, i deia que per això no es troba, perquè està dissimulat pel món real. Amb això, deia que aconseguia un triomf per ser únic en el món i una humiliació per no ser més que l'únic. Sostenia que el sublim és l'intent d'expressar l'infinit, però com que no té forma és inexpressable com allò finit. Friedrich Schelling (Leonberg, Baden-Württemberg, 27 de gener de 1775 - Ragaz, 20 d'agost de 1854), en el marc del panteisme de la natura, manifestarà que el caos és la percepció fonamental del sublim.